# Robertgurneya simulans
Robertgurneya simulans är en kräftdjursart som först beskrevs av A. Scott.  Robertgurneya simulans ingår i släktet Robertgurneya och familjen Diosaccidae. Inga underarter finns listade i Catalogue of Life.